# فرانز بيندر
فرانز بيندر (بالألمانية: Franz Binder)‏ (1 ديسمبر 1911 في النمسا - 24 أبريل 1989 في النمسا) هو مدرب كرة قدم ولاعب كرة قدم ألماني ونمساوي في مركز الهجوم. شارك مع منتخب ألمانيا لكرة القدم ومنتخب النمسا لكرة القدم. أما مع النوادي، فقد لعب مع رابيد فيينا.

## مسيرته الكروية
لعب فرانز بيندر خلال مسيرته الاحترافية مع نادِ واحدٍ في تسعة عشر موسمًا وسجل خلالها 270 هدف ضمن 243 مباراة. حيث فاز في موسم واحد بالكأس وفي ستة مواسم بالدوري.
خاض فرانز بيندر مسيرته مع نادي رابيد فيينا في موسم 1930–31 ليلعب معه تسعة عشر موسمًا، مشاركًا في 243 مباراة سجل خلالها 270 هدف.

## وصلات خارجية
- فرانز بيندر على موقع قاعدة بيانات كرة القدم.إي يو (الإنجليزية)
- فرانز بيندر على موقع ناشيونال فوتبول تيمز (الإنجليزية)
- فرانز بيندر على موقع عالم كرة القدم.نت (الإنجليزية)